# Volania
Volania è una frazione del comune di Comacchio in Provincia di Ferrara.
Si trova tra Comacchio e Lagosanto ed è la frazione non balneare del comune di più recente fondazione, avvenuta negli anni '30 del '900.

## Storia
La frazione fu fondata con una piccola cerimonia il 4 novembre 1938, dopo che il regime fascista prosciugò Valle Trebba e la convertì in terra agricola. La frazione sorge sul territorio della civiltà spinetica. Il sito della città etrusca di Spina fu individuato proprio a seguito delle bonifiche.
Durante la seconda guerra mondiale mons. Paolo Babini, vescovo di Comacchio, fu sfollato dalla sede della diocesi e risiedette a Volania.
Il borgo crebbe molto dopo la riforma agraria nel 1950: fra 1953 e 1958 fu costruita la chiesa, nel 1955 l'asilo e la scuola.

## Monumenti e luoghi d'interesse
- Chiesa di San Carlo Borromeo. Nel 1953 fu posta la prima pietra, l'11 luglio 1955 fu benedetta solennemente e fu consacrata nel 1958.[6]

## Geografia antropica
Oltre a chiesa e annessa canonica il borgo comprende asilo, parco giochi attrezzato, campo sportivo, ambulatorio, bar, minimarket e abitazioni.

## Sport

### Impianti sportivi
- "Buccaneers Arena", campo sportivo utilizzato dai Buccaneers Comacchio, squadra di football americano della Terza Divisione FIDAF 2018.[8]